# Blackburn Buccaneer
Blackburn Buccaneer là một loại máy bay đột kích cận âm của Anh, nó có khả năng mang vũ khí hạt nhân, được Hải quân Hoàng gia và Không quân Hoàng gia từ năm 1962 tới 1994. Sau này nó có tên gọi mới là Hawker Siddeley Buccaneer khi Blackburn sáp nhập vào tập đoàn Hawker Siddeley.

## Biến thể

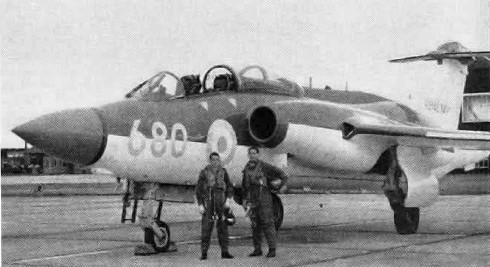
Buccaneer S.1 thuộc phi đội 700Z tại căn cứ không quân hải quân Lossiemouth năm 1961.

Blackburn NA.39
Buccaneer S.1
Buccaneer S.2
Buccaneer S.2A
Buccaneer S.2B
Buccaneer S.2C
Buccaneer S.2D
Buccaneer S.50

## Quốc gia sử dụng

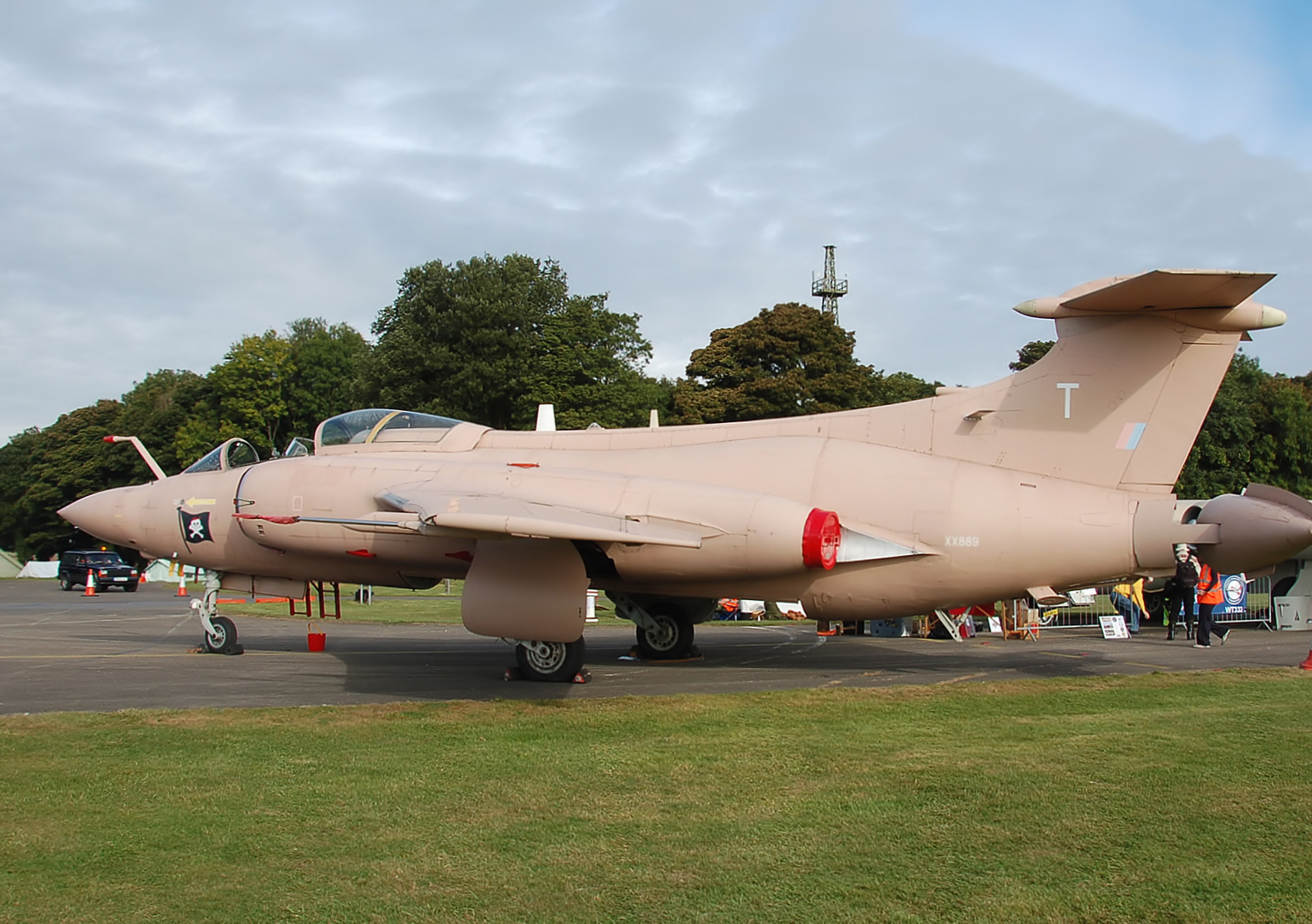
S.2B trong Chiến tranh vùng Vịnh 1991 trưng bày tại Sân bay Kemble, Anh

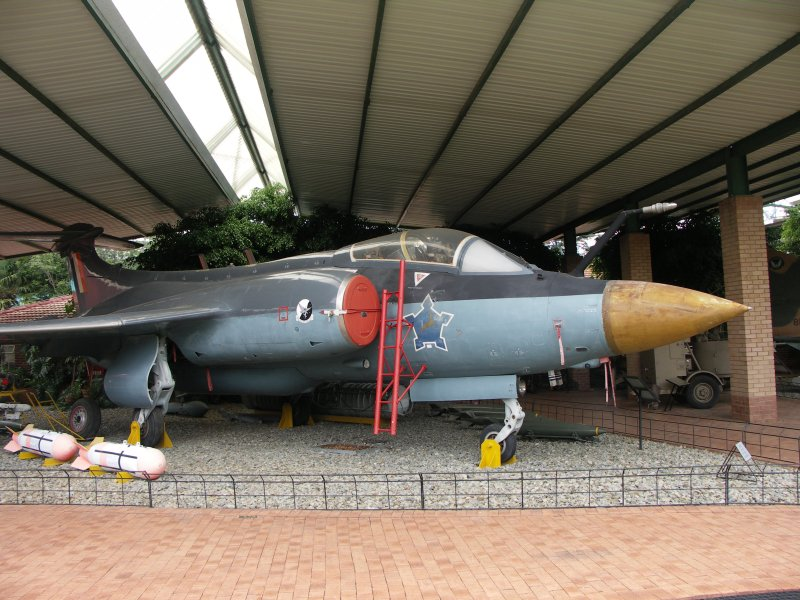
Buccaneer S.50 tại Bảo tàng lịch sử quân sự quốc gia Nam Phi

South Africa
- Không quân Nam Phi

 Anh Quốc
- Không quân Hoàng gia
- Không quân Hải quân Hoàng gia

### Dân sự
3 chiếc Buccaneers thuộc sở hữu tư nhân tại Thunder City ở Cape Town vẫn bay được.

## Tính năng kỹ chiến thuật (Buccaneer S.2)
Dữ liệu lấy từ The Observer's Book of Aircraft
Đặc điểm tổng quát
- Tổ lái: 2
- Chiều dài: 63 ft 5 in (19,33 m)
- Sải cánh: 44 ft (13,41 m)
- Chiều cao: 16 ft 3 in (4,97 m)
- Diện tích cánh: 514,7 ft² (47,82 m²)
- Trọng lượng rỗng: 30.000 lb (14.000 kg)
- Trọng lượng có tải: 62.000 lb (28.000 kg)
- Động cơ: 2 × Rolls-Royce Spey Mk 101 kiểu turbofan, 11.100 lbf (49 kN) mỗi chiếc

 Hiệu suất bay 
- Vận tốc cực đại: 667 mph (580 kn, 1,074 km/h) trên độ cao 200 ft (60 m)
- Tầm bay: 2.300 mi (2.000 nmi, 3.700 km)
- Trần bay: 40.000 ft (12.200 m)
- Tải trên cánh: 120,5 lb/ft² (587,6 kg/m²)
- Lực đẩy/trọng lượng: 0,36

Trang bị vũ khí

- Súng: Không
- Giá treo: 4× giá treo dưới cánh & 1× khoang quân giới tải được 12.000 lb (5.400 kg) và kết hợp mang được:
  - Rocket: 4× thùng rocket Matra với 18× đạn rocket SNEB 68 mm mỗi thùng
  - Tên lửa: 2× tên lửa không đối không AIM-9 Sidewinder, 2× AS-30L hoặc 2× AS-37 tên lửa Martel hoặc 4× tên lửa Sea Eagle
  - Bom: Mang được bom điều khiển laser, bom không điều khiển cũng như bom hạt nhân chiến thuật Red Beard hoặc WE.177
  - Khác: thiết bị bảo vệ ECM AN/ALQ-101, thiết bị chỉ thị laser AN/AVQ-23 Pave Spike, hệ thống tiếp nhiên liệu trên không hoặc thùng nhiên liệu phụ